# Afrothismia insignis
Afrothismia insignis är en enhjärtbladig växtart som beskrevs av Elizabeth Jill Cowley. Afrothismia insignis ingår i släktet Afrothismia och familjen Burmanniaceae. IUCN kategoriserar arten globalt som sårbar. Inga underarter finns listade i Catalogue of Life.